# Файв-бай-файв
Файв-бай-файв (англ. Five-by-five, дословно пять по пять) — баскетбольный термин, означающий набор игроком в течение одного матча пяти и более пунктов по всем основным статистическим показателям. В качестве показателей выступают очки, подборы, результативные передачи, перехваты и блок-шоты.
До сезона 1973/74 перехваты и блок-шоты не учитывались в статистике игроков. Соответственно, все набранные файв-бай-файв зарегистрированы уже после этого времени. Лишь три игрока лиги — Хаким Оладжьювон, Андрей Кириленко, Виктор Вембаньяма начиная с сезона 1985/86 смогли сделать более одного файв-бай-файв. Оладжьювон набирал его шесть раз, Кириленко — трижды. Оба игрока также набирали файв-бай-сикс (англ. five-by-six, как минимум шесть пунктов по основным статистическим показателям).

## НБА
Представлены показатели файв-бай-файв, зарегистрированные после 1985 года:

| Игрок                 | Дата            | Лет | Команда                 | Счёт    | Соперник              | Оч | Пдб | Прд | Прхв | БШ | Овертайм | Ссылка |
| --------------------- | --------------- | --- | ----------------------- | ------- | --------------------- | -- | --- | --- | ---- | -- | -------- | ------ |
| Хаким Оладжьювон      | 10 марта 1987   | 24  | Хьюстон Рокетс          | 127-136 | Сиэтл Суперсоникс     | 38 | 17  | 6   | 7    | 12 | Да (2OT) | [ 2 ]  |
| Хаким Оладжьювон (2)  | 3 марта 1990    | 27  | Хьюстон Рокетс          | 129-109 | Голден Стэйт Уорриорз | 29 | 18  | 9   | 5    | 11 | Нет      | [ 3 ]  |
| Хаким Оладжьювон (3)  | 11 апреля 1992  | 29  | Хьюстон Рокетс          | 92-99   | Даллас Маверикс       | 19 | 13  | 6   | 5    | 5  | Нет      | [ 4 ]  |
| Дэвид Робинсон        | 10 ноября 1992  | 27  | Сан-Антонио Спёрс       | 104-98  | Милуоки Бакс          | 29 | 9   | 5   | 5    | 10 | Нет      | [ 5 ]  |
| Деррик Коулмен        | 15 января 1993  | 25  | Нью-Джерси Нетс         | 110-105 | Филадельфия 76ers     | 21 | 10  | 7   | 5    | 5  | Да (OT)  | [ 6 ]  |
| Хаким Оладжьювон (4)  | 22 апреля 1993  | 30  | Хьюстон Рокетс          | 112-110 | Миннесота Тимбервулвз | 33 | 13  | 5   | 5    | 5  | Да (OT)  | [ 7 ]  |
| Хаким Оладжьювон (5)  | 5 ноября 1993   | 30  | Хьюстон Рокетс          | 110-88  | Нью-Джерси Нетс       | 24 | 19  | 6   | 5    | 5  | Нет      | [ 8 ]  |
| Хаким Оладжьювон (6)  | 30 декабря 1993 | 30  | Хьюстон Рокетс          | 110-104 | Миннесота Тимбервулвз | 34 | 10  | 5   | 5    | 8  | Нет      | [ 9 ]  |
| Владе Дивац           | 22 февраля 1995 | 27  | Лос-Анджелес Лейкерс    | 112-100 | Филадельфия 76ers     | 19 | 12  | 8   | 5    | 5  | Нет      | [ 10 ] |
| Джамаал Тинсли        | 16 ноября 2001  | 23  | Индиана Пэйсерс         | 113-120 | Миннесота Тимбервулвз | 12 | 9   | 15  | 6    | 5  | Да (2OT) | [ 11 ] |
| Андрей Кириленко      | 3 декабря 2003  | 22  | Юта Джаз                | 101-107 | Хьюстон Рокетс        | 19 | 5   | 7   | 8    | 5  | Да (OT)  | [ 12 ] |
| Андрей Кириленко (2)  | 10 декабря 2003 | 22  | Юта Джаз                | 95-73   | Нью-Йорк Никс         | 10 | 12  | 6   | 6    | 5  | Нет      | [ 13 ] |
| Маркус Кэмби          | 9 января 2004   | 29  | Денвер Наггетс          | 106-96  | Юта Джаз              | 8  | 11  | 5   | 5    | 8  | Нет      | [ 14 ] |
| Андрей Кириленко (3)  | 3 января 2006   | 24  | Юта Джаз                | 90-80   | Лос-Анджелес Лейкерс  | 14 | 8   | 9   | 6    | 7  | Нет      | [ 15 ] |
| Николя Батюм          | 16 декабря 2012 | 24  | Портленд Трэйл Блэйзерс | 95-94   | Нью-Орлеан Хорнетс    | 11 | 5   | 10  | 5    | 5  | Нет      | [ 16 ] |
| Дрэймонд Грин         | 11 декабря 2015 | 25  | Голден Стэйт Уорриорз   | 124-119 | Бостон Селтикс        | 24 | 11  | 8   | 5    | 5  | Да (2ОТ) | [ 17 ] |
| Энтони Дэвис          | 21 ноября 2018  | 25  | Нью-Орлеан Пеликанс     | 120-121 | Филадельфия 76ers     | 12 | 16  | 6   | 5    | 5  | Нет      | [ 18 ] |
| Юсуф Нуркич           | 1 января 2019   | 24  | Портленд Трэйл Блэйзерс | 113-108 | Сакраменто Кингз      | 24 | 23  | 7   | 5    | 5  | Да (ОТ)  | [ 19 ] |
| Виктор Вембаньяма     | 23 февраля 2024 | 20  | Сан-Антонио Спёрс       | 118-123 | Лос-Анджелес Лейкерс  | 27 | 10  | 8   | 5    | 5  | Нет      | [ 20 ] |
| Виктор Вембаньяма (2) | 31 октября 2024 | 20  | Сан-Антонио Спёрс       | 106-88  | Юта Джаз              | 25 | 9   | 7   | 5    | 5  | Нет      | [ 21 ] |

## Факты
Основаны на статистике после 1985 года:
- Лучший файв-бай-файв (лучшие статистические показатели по каждому пункту) : Хаким Оладжьювон, 10 марта 1987 года, также был зарегистрирован первый в истории НБА файв-бай-сикс.[22] Понадобилось почти двадцать лет для того, чтобы появился второй файв-бай-сикс. 3 января 2006 года Андрей Кириленко в матче против «Лейкерс» вновь сделал файв-бай-сикс. Хотя его показатели были не такими впечатляющими, как у Оладжьювона, он смог его повторить. Ни один игрок НБА не набирал файв-бай-севен или больше. Только Оладжьювону не хватило 1 передачи до файв-бай-севен, а Кириленко — одного перехвата.
- Наибольшее количество файв-бай-файв в карьере: Хаким Оладжьювон лидирует по этому показателю, в карьере набрав его шесть раз[1]. Андрей Кириленко набрал три, Виктор Вембаньяма — 2.
- Наибольшее количество файв-бай-файв за сезон: Рекорд был поставлен Оладжьювоном и составляет два файв-бай-файв за сезон. Это событие произошло в сезоне 1993/94. Рекорд был повторен Кириленко в сезоне 2003/04.
- Наибольшее количество файв-бай-файв в одном году: Оладжьювон записал на свой счёт 3 файв-бай-файв в одном календарном году. Два приходятся на сезон 1993/94, а один — на вторую половину сезона 1992/93.
- Два самых быстрых файв-бай-файв: Кириленко набрал первый файв-бай-файв 3 декабря 2003 года, а спустя неделю, 10 декабря 2003 года совершил второй. Второй по скорости набора принадлежит Оладжьювону: первый был набран 5 ноября 1993 года, второй — через 55 дней, 30 декабря 1993 года.
- Самый молодой игрок, сделавший файв-бай-файв: Виктор Вембаньяма сделал свой первый файв-бай-файв в НБА 23 февраля 2024 года в возрасте 20 лет и 1 месяца.
- Самый возрастной игрок, сделавший файв-бай-файв: Оладжьювон является самым возрастным игроком, сделавшим файв-бай-файв 30 декабря 1993 года в возрасте 30 лет и 343 дней.
- Файв-бай-сикс: Оладжьювон и Кириленко до сих пор являются лишь двумя игроками в истории НБА, которые набирали файв-бай-сикс.[23]

## Список игроков, близких к файв-бай-файв
Представлен список игроков, начиная с сезона 1985-86 гг., которые набирали пять или более в перехватах и блок-шотах, однако не набирали файв-бай-файв:
- Бен Уоллес (четыре раза)
- Майкл Джордан (три раза)
- Дуайт Ховард (два раза)
- Кавай Леонард (один раз)